# Келерія Талієва
Келерія Талі́єва, або тонконі́г Талі́єва — багаторічна рослина родини тонконогових.
Природоохоронний статус виду: Неоцінений.
За даними сайтів The Plant List і Plants of the World Online, назва Koeleria talievii Lavrenko є синонімом дійсної назви Koeleria macrantha (Ledeb.) Schult. ) Schult.

## Ареал виду та поширення в Україні
Ендемік Середньоросійської височини та басейну річки Дон та Сіверського Дінця. Як правило росте на верхніх задернованих ділянках і по пологих улоговинах схилів крейдяних оголень.

## Загальна біологічна характеристика Опис
Гемікриптофіт. Багаторічна трав'яна рослина 20-50 см заввишки. Утворює невеликі дернини. Стебла та безплідні пагони біля основи вкриті піхвами відмерлих листків, через що виглядають бульбоподібно потовщеними. Листки голі, сизуваті, зверху густо вкриті шипиками. Суцвіття — волоть 5-10 см завдовжки, вузька, циліндрична, догори й донизу звужується, вісь волоті пухнаста. Колоски 2-3-квіткові, зеленуваті, інколи з фіолетовим відтінком. Колоскові луски широколанцетні, загострені, нерівні. Нижня квіткова луска запушена лише знизу. Цвіте у травні-червні. Плодоносить у червні-липні. Розмножується насінням та вегетативно. Вирощують у Донецькому ботанічному саду НАН України.

## Охорона
Рослина внесена до Червоної Книги України. Охороняється у відділенні «Крейдова флора» Українського степового природного заповідника, НПП «Святі Гори», в пам'ятці природи загальнодержавного значення «Маяцька дача» (Донецька обл.), в заказнику «Змійова гора» Донецька область. Також необхідно створити нові заповідні об'єкти в усіх місцях масового зростання виду, проводити моніторинг стану популяцій. На території зростання рослини заборонено добування крейди, терасування та заліснення схилів, надмірний випас худоби.